# كاشف جواد
كاشف جواد (بالإنجليزية: Kashif Jawwad) هو لاعب هوكي الحقل باكستاني، ولد في 7 فبراير 1981 في كراتشي في باكستان.

## وصلات خارجية
- كاشف جواد على موقع أوليمبيديا (الإنجليزية)
- كاشف جواد على موقع اتحاد ألعاب الكومنولث (مؤرشف) (الإنجليزية)